# 日産・ZDエンジン
日産・ZDエンジンとは、1990年代末からQD型エンジンの後継として日産ディーゼル工業（現・UDトラックス）が生産している自動車の4気筒ディーゼルエンジンであり、すべてDOHC、NEODiである。排気量は2,953cc。当初は日産ディーゼル工業が権利を所有していたが2000年末に開発、製造、販売に関する権利を日産自動車に譲渡し、その後は日産自動車からの委託により日産ディーゼル工業が開発、製造を行い日産自動車及びルノーに供給する形となっていたが、24年現在では日産工機が製造している。
このエンジンの特徴として、腰下がハーフスカートラダーフレーム構造になっていて高出力、高トルクに対応した設計になっていたことである。尚、ボアピッチはTD系と共通の106.5mm等間隔である。
半面、オイルポンプはTD系のギヤポンプからクランク同軸に退化していた。

## ZD30系 2,953cc

### ZD30DD
- 2,953cc 直噴ディーゼル
- 内径×行程：96.0mm×102.0mm
- スペック：（1-1）77kW（105PS）/3,800rpm　226N・m（23.0kg・m）/2,000rpm
- （1-2）77kW（105PS）/3,800rpm　209N・m（21.3kg・m）/2,000rpm
- 軽油

### ZD30DDTi
- 2,953cc インタークーラー付き直噴ディーゼルターボ
- スペック：（1-1）125kW（170PS）/3,600rpm　353N・m（36.0kg・m）/1,800rpm
- （1-2）125kW（170PS）/3,600rpm　363N・m（37.0kg・m）/1,800rpm
- （1-3）125kW（170PS）/3,600rpm　333N・m（34.0kg・m）/1,800rpm
- （2-1）89kW（121PS）/3,200rpm　265N・m（27.0kg・m）/1,600～3,200rpm
- （2-2）96kW（130PS）/3,450rpm　265N・m（27.0kg・m）/1,600～3,450rpm
- （3-1）96kW（130PS）/3,600rpm　260N・m（26.5kg・m）/1,600～3,400rpm
- （3-2）81kW（110PS）/2,800rpm　276N・m（28.1kg・m）/1,260～2,800rpm
- （4-1）110kW（150PS）/3,400rpm　350N・m（35.7kg・m）/1,800～2,500rpm
- （4-2）88kW（120PS）/2,400rpm　350N・m（35.7kgf・m）/1,200～2,400rpm
- 軽油

## 搭載された車種
- ZD30DD（1-1）
  - キャラバン（E25）2001年4月 - 2004年8月　AT車
  - いすゞ・コモ（E25）2001年4月 - 2004年8月　AT車
- ZD30DD（1-2）
  - キャラバン（E25）2001年4月 - 2004年8月　MT車
  - いすゞ・コモ（E25）2001年4月 - 2004年8月　MT車
- ZD30DDTi（1-1）
  - テラノ（R50）1999年2月 - 2002年8月
  - テラノ II / 欧州テラノ（R20）1999年 -
  - エルグランド（E50）1999年8月 - 2002年5月
  - いすゞ・フィリー（E50）1999年8月 - 2002年5月
- ZD30DDTi（1-2）
  - サファリ（Y61）1999年9月 - 2002年8月　AT車
- ZD30DDTi（1-3）
  - サファリ（Y61）1999年9月 - 2002年8月　MT車
- ZD30DDTi（2-1）
  - キャラバン（E25）2002年9月 - 2004年8月
  - いすゞ・コモ（E25）2002年9月 - 2004年8月
- ZD30DDTi（2-2）
  - キャラバン（E25）2004年8月 -
  - いすゞ・コモ（E25）2004年8月 -
- ZD30DDTi（3-1・3-2）
  - アトラス（F24・1.15t - 1.5t車）
  - UD・コンドル CARGO 1.15t - 1.5t（F24）
  - いすゞ・エルフ100（F24）
  - 三菱ふそう・キャンターガッツ（F24）
- ZD30DDTi（4-1）
  - アトラス（F24・1.75t～2t車）
  - シビリアン（W41）2008年6月 - 2010年7月
  - いすゞ・ジャーニー（W41） 2008年6月 - 2010年7月
- ZD30DDTi（4-2）
  - アトラス（F24・1.75t～2t車）
- ZD30DDTi (スペック詳細不明)
  - ルノー・マスター
  - ルノー・マスコット

- ZD30 (グローバルコンポーネントテクノロジーブランド、スペック詳細不明)
  - ユニキャリア FOZE
  - ユニキャリア FX